# Portulaca hoehnei
Portulaca hoehnei är en portlakväxtart som beskrevs av Diego Legrand. Portulaca hoehnei ingår i släktet portlaker, och familjen portlakväxter. Inga underarter finns listade i Catalogue of Life.